# Finał Junior Grand Prix w łyżwiarstwie figurowym
Finał Junior Grand Prix w łyżwiarstwie figurowym (ang. ISU Junior Grand Prix Final) – międzynarodowe zawody finałowe cyklu Junior Grand Prix w łyżwiarstwie figurowym juniorów organizowanych od 1997 r. przez Międzynarodową Unię Łyżwiarską. W jego trakcie rozgrywane są zawody w jeździe indywidualnej kobiet i mężczyzn oraz par sportowych i tanecznych.
Finał Junior Grand Prix, tak jak finał Grand Prix, nie jest oficjalną imprezą mistrzowską ISU, ale jest uważana jako drugie najważniejsze zawody w sezonie zaraz po mistrzostwach świata juniorów. Finał Junior Grad Prix najczęściej rozgrywany jest w połowie grudnia i często towarzyszy finałowi Grand Prix seniorów.
W sezonie 1997/1998 zawody były rozgrywane pod nazwą Finał Junior Series (ang. ISU Junior Series Final).

## Zasady kwalifikacji
Finał Junior Grand Prix podsumowuje cykl zawodów Junior Grand Prix podczas których zawodnicy zbierają punkty umożliwiające im kwalifikację do finału i walkę o medal całego cyklu. Kwalifikację zdobywa sześciu najlepszych zawodników/duetów w każdej z kategorii, czyli w jeździe indywidualnej kobiet i mężczyzn oraz par sportowych i tanecznych.

## Medaliści (J)

### Soliści
| Rok  | Miasto                                     | Złoto                                      | Srebro                                     | Brąz                                       | Źr.                                        |
| ---- | ------------------------------------------ | ------------------------------------------ | ------------------------------------------ | ------------------------------------------ | ------------------------------------------ |
| 1997 | Lozanna                                    | Timothy Goebel                             | Iwan Dinew                                 | Matthew Savoie                             |                                            |
| 1998 | Detroit                                    | Vincent Restencourt                        | Ilja Klimkin                               | Aleksiej Wasilewskij                       |                                            |
| 1999 | Gdańsk                                     | Gao Song                                   | Stefan Lindemann                           | Fedor Andreev                              | [ 1 ]                                      |
| 2000 | Ayr                                        | Ma Xiaodong                                | Siergiej Dobrin                            | Stanisław Timczenko                        | [ 2 ]                                      |
| 2001 | Bled                                       | Stanisław Timczenko                        | Ma Xiaodong                                | Kevin Van Der Perren                       | [ 3 ]                                      |
| 2002 | Haga                                       | Aleksandr Szubin                           | Siergiej Dobrin                            | Parker Pennington                          | [ 4 ]                                      |
| 2003 | Malmö                                      | Evan Lysacek                               | Andriej Griaziew                           | Christopher Mabee                          | [ 5 ]                                      |
| 2004 | Helsinki                                   | Dennis Phan                                | Yasuharu Nanri                             | Aleksandr Uspienskij                       | [ 6 ]                                      |
| 2005 | Ostrawa                                    | Takahiko Kozuka                            | Austin Kanallakan                          | Geoffry Varner                             | [ 7 ]                                      |
| 2006 | Sofia                                      | Stephen Carriere                           | Brandon Mroz                               | Kevin Reynolds                             | [ 8 ]                                      |
| 2007 | Gdańsk                                     | Adam Rippon                                | Brandon Mroz                               | Armin Mahbanoozadeh                        | [ 9 ]                                      |
| 2008 | Goyang                                     | Florent Amodio                             | Armin Mahbanoozadeh                        | Richard Dornbush                           | [ 10 ]                                     |
| 2009 | Tokio                                      | Yuzuru Hanyū                               | Song Nan                                   | Ross Miner                                 | [ 11 ]                                     |
| 2010 | Pekin                                      | Richard Dornbush                           | Yan Han                                    | Andrei Rogozine                            | [ 12 ]                                     |
| 2011 | Quebec                                     | Jason Brown                                | Yan Han                                    | Joshua Farris                              | [ 13 ]                                     |
| 2012 | Soczi                                      | Maksim Kowtun                              | Joshua Farris                              | Ryūju Hino                                 | [ 14 ]                                     |
| 2013 | Fukuoka                                    | Jin Boyang                                 | Adjan Pitkiejew                            | Nathan Chen                                | [ 15 ]                                     |
| 2014 | Barcelona                                  | Shōma Uno                                  | Sōta Yamamoto                              | Aleksandr Pietrow                          | [ 16 ]                                     |
| 2015 | Barcelona                                  | Nathan Chen                                | Dmitrij Alijew                             | Sōta Yamamoto                              | [ 17 ]                                     |
| 2016 | Marsylia                                   | Dmitrij Alijew                             | Aleksandr Samarin                          | Cha Jun-hwan                               | [ 18 ]                                     |
| 2017 | Nagoja                                     | Alexei Krasnozhon                          | Camden Pulkinen                            | Mitsuki Sumoto                             | [ 19 ]                                     |
| 2018 | Vancouver                                  | Stephen Gogolev                            | Piotr Gumiennik                            | Koshiro Shimada                            | [ 20 ]                                     |
| 2019 | Turyn                                      | Shun Satō                                  | Andriej Mozalow                            | Daniił Samsonow                            | [ 21 ]                                     |
| 2020 | Zawody odwołano z powodu pandemii COVID-19 | Zawody odwołano z powodu pandemii COVID-19 | Zawody odwołano z powodu pandemii COVID-19 | Zawody odwołano z powodu pandemii COVID-19 | Zawody odwołano z powodu pandemii COVID-19 |
| 2021 | Zawody odwołano z powodu pandemii COVID-19 | Zawody odwołano z powodu pandemii COVID-19 | Zawody odwołano z powodu pandemii COVID-19 | Zawody odwołano z powodu pandemii COVID-19 | Zawody odwołano z powodu pandemii COVID-19 |
| 2022 | Turyn                                      | Nikolaj Memola                             | Lucas Broussard                            | Nozomu Yoshioka                            | [ 22 ]                                     |
| 2023 | Pekin                                      | Rio Nakata                                 | Kim Hyun-gyeom                             | Adam Hagara                                | [ 23 ]                                     |

### Solistki
| Rok  | Miasto                                     | Złoto                                      | Srebro                                     | Brąz                                       | Źr.                                        |
| ---- | ------------------------------------------ | ------------------------------------------ | ------------------------------------------ | ------------------------------------------ | ------------------------------------------ |
| 1997 | Lozanna                                    | Julija Sołdatowa                           | Amber Corwin                               | Jelena Pingaczewa                          |                                            |
| 1998 | Detroit                                    | Wiktorija Wołczkowa                        | Sarah Hughes                               | Darja Timoszenko                           |                                            |
| 1999 | Gdańsk                                     | Deanna Stellato                            | Jennifer Kirk                              | Swietłana Bukariowa                        | [ 1 ]                                      |
| 2000 | Ayr                                        | Ann Patrice McDonough                      | Kristina Obłasowa                          | Yukari Nakano                              | [ 24 ]                                     |
| 2001 | Bled                                       | Miki Andō                                  | Ludmiła Nielidina                          | Akiko Suzuki                               | [ 25 ]                                     |
| 2002 | Haga                                       | Yukina Ota                                 | Carolina Kostner                           | Miki Andō                                  | [ 26 ]                                     |
| 2003 | Malmö                                      | Miki Andō                                  | Lina Johansson                             | Viktória Pavuk                             | [ 27 ]                                     |
| 2004 | Helsinki                                   | Mao Asada                                  | Kim Yu-na                                  | Kimmie Meissner                            | [ 28 ]                                     |
| 2005 | Ostrawa                                    | Kim Yu-na                                  | Aki Sawada                                 | Xu Binshu                                  | [ 29 ]                                     |
| 2006 | Sofia                                      | Caroline Zhang                             | Ashley Wagner                              | Megan Oster                                | [ 30 ]                                     |
| 2007 | Gdańsk                                     | Mirai Nagasu                               | Rachael Flatt                              | Yuki Nishino                               | [ 31 ]                                     |
| 2008 | Goyang                                     | Becky Bereswill                            | Yukiko Fujisawa                            | Alexe Gilles                               | [ 32 ]                                     |
| 2009 | Tokio                                      | Kanako Murakami                            | Polina Szelepień                           | Christina Gao                              | [ 33 ]                                     |
| 2010 | Pekin                                      | Adelina Sotnikowa                          | Jelizawieta Tuktamyszewa                   | Li Zijun                                   | [ 34 ]                                     |
| 2011 | Quebec                                     | Julija Lipnicka                            | Polina Szelepień                           | Polina Korobiejnikowa                      | [ 35 ]                                     |
| 2012 | Soczi                                      | Jelena Radionowa                           | Hannah Miller                              | Anna Pogoriła                              | [ 36 ]                                     |
| 2013 | Fukuoka                                    | Marija Sotskowa                            | Sierafima Sachanowicz                      | Jewgienija Miedwiediewa                    | [ 37 ]                                     |
| 2014 | Barcelona                                  | Jewgienija Miedwiediewa                    | Sierafima Sachanowicz                      | Wakaba Higuchi                             | [ 38 ]                                     |
| 2015 | Barcelona                                  | Polina Curska                              | Marija Sotskowa                            | Marin Honda                                | [ 39 ]                                     |
| 2016 | Marsylia                                   | Alina Zagitowa                             | Anastasija Gubanowa                        | Kaori Sakamoto                             | [ 40 ]                                     |
| 2017 | Nagoja                                     | Aleksandra Trusowa                         | Alona Kostornoj                            | Anastasija Tarakanowa                      | [ 41 ]                                     |
| 2018 | Vancouver                                  | Alona Kostornoj                            | Aleksandra Trusowa                         | Alona Kanyszewa                            | [ 42 ]                                     |
| 2019 | Turyn                                      | Kamiła Walijewa                            | Alysa Liu                                  | Darja Usaczowa                             | [ 43 ]                                     |
| 2020 | Zawody odwołano z powodu pandemii COVID-19 | Zawody odwołano z powodu pandemii COVID-19 | Zawody odwołano z powodu pandemii COVID-19 | Zawody odwołano z powodu pandemii COVID-19 | Zawody odwołano z powodu pandemii COVID-19 |
| 2021 | Zawody odwołano z powodu pandemii COVID-19 | Zawody odwołano z powodu pandemii COVID-19 | Zawody odwołano z powodu pandemii COVID-19 | Zawody odwołano z powodu pandemii COVID-19 | Zawody odwołano z powodu pandemii COVID-19 |
| 2022 | Turyn                                      | Mao Shimada                                | Shin Ji-a                                  | Kim Chae-yeon                              | [ 44 ]                                     |
| 2023 | Pekin                                      | Mao Shimada                                | Shin Ji-a                                  | Rena Uezono                                | [ 45 ]                                     |

### Pary sportowe
| Rok  | Miasto                                     | Złoto                                                                              | Srebro                                            | Brąz                                              | Źr.                                        |
| ---- | ------------------------------------------ | ---------------------------------------------------------------------------------- | ------------------------------------------------- | ------------------------------------------------- | ------------------------------------------ |
| 1997 | Lozanna                                    | Julija Obertas / Dmytro Pałamarczuk                                                | Wiktorija Maksiuta / Władisław Żownirskij         | Natalie Vlandis / Jered Guzman                    |                                            |
| 1998 | Detroit                                    | Julija Obertas / Dmytro Pałamarczuk                                                | Laura Handy / Paul Binnebose                      | Wiktorija Maksiuta / Władisław Żownirskij         |                                            |
| 1999 | Gdańsk                                     | Alona Sawczenko / Stanisław Morozow                                                | Julija Szapiro / Aleksiej Sokołow                 | Wiktorija Szlachowa / Grigorij Pietrowskij        | [ 1 ]                                      |
| 2000 | Ayr                                        | Zhang Dan / Zhang Hao                                                              | Kristen Roth / Michael McPherson                  | Yūko Kawaguchi / Aleksandr Markuncow              | [ 46 ]                                     |
| 2001 | Bled                                       | Zhang Dan / Zhang Hao                                                              | Julija Karbowska / Siergiej Sławnow               | Ding Yang / Ren Zhongfei                          | [ 47 ]                                     |
| 2002 | Haga                                       | Ding Yang / Ren Zhongfei                                                           | Jessica Dubé / Samuel Tetrault                    | Jennifer Don / Jonathon Hunt                      | [ 48 ]                                     |
| 2003 | Malmö                                      | Jessica Dubé / Bryce Davison                                                       | Natalja Szestakowa / Pawieł Lebiediew             | Marija Muchortowa / Maksim Trańkow                | [ 49 ]                                     |
| 2004 | Helsinki                                   | Marija Muchortowa / Maksim Trańkow                                                 | Brittany Vise / Nicholas Kole                     | Mariel Miller / Rockne Brubaker                   | [ 50 ]                                     |
| 2005 | Ostrawa                                    | Walerija Simakowa / Anton Tokarew                                                  | Julia Vlassov / Drew Meekins                      | Mariel Miller / Rockne Brubaker                   | [ 51 ]                                     |
| 2006 | Sofia                                      | Keauna McLaughlin / Rockne Brubaker                                                | Ksienija Krasilnikowa / Konstantin Biezmatiernych | Jessica Rose Paetsch / Jon Nuss                   | [ 52 ]                                     |
| 2007 | Gdańsk                                     | Wiera Bazarowa / Jurij Łarionow† Ksienija Krasilnikowa / Konstantin Biezmatiernych | Jekatierina Szeriemietjewa / Michaił Kuzniecow    | Jessica Rose Paetsch / Jon Nuss                   | [ 53 ]                                     |
| 2008 | Goyang                                     | Lubow Iluszeczkina / Nodari Maisuradzie                                            | Zhang Yue / Wang Lei                              | Ksienija Krasilnikowa / Konstantin Biezmatiernych | [ 54 ]                                     |
| 2009 | Tokio                                      | Sui Wenjing / Han Cong                                                             | Narumi Takahashi / Mervin Tran                    | Zhang Yue / Wang Lei                              | [ 55 ]                                     |
| 2010 | Pekin                                      | Narumi Takahashi / Mervin Tran                                                     | Ksienija Stołbowa / Fiodor Klimow                 | Yu Xiaoyu / Jin Yang                              | [ 56 ]                                     |
| 2011 | Quebec                                     | Sui Wenjing / Han Cong                                                             | Katherine Bobak / Ian Beharry                     | Britney Simpson / Matthew Blackmer                | [ 57 ]                                     |
| 2012 | Soczi                                      | Lina Fiodorowa / Maksim Miroszkin                                                  | Wasilisa Dawankowa / Andriej Dieputat             | Marija Wygałowa / Jegor Zakrojew                  | [ 58 ]                                     |
| 2013 | Fukuoka                                    | Yu Xiaoyu / Jin Yang                                                               | Marija Wygałowa / Jegor Zakrojew                  | Lina Fiodorowa / Maksim Miroszkin                 | [ 59 ]                                     |
| 2014 | Barcelona                                  | Julianne Séguin / Charlie Bilodeau                                                 | Lina Fiodorowa / Maksim Miroszkin                 | Marija Wygałowa / Jegor Zakrojew                  | [ 60 ]                                     |
| 2015 | Barcelona                                  | Jekatierina Borisowa / Dmitrij Sopot                                               | Anna Dušková / Martin Bidař                       | Amina Atachanowa / Ilja Spiridonow                | [ 61 ]                                     |
| 2016 | Marsylia                                   | Anastasija Miszyna / Władisław Mirzojew                                            | Anna Dušková / Martin Bidař                       | Aleksandra Bojkowa / Dmitrij Kozłowski            | [ 62 ]                                     |
| 2017 | Nagoja                                     | Jekatierina Aleksandrowska / Harley Windsor                                        | Apollinarija Panfiłowa / Dmitrij Ryłow            | Darja Pawluczenko / Dienis Chodykin               | [ 63 ]                                     |
| 2018 | Vancouver                                  | Anastasija Miszyna / Aleksandr Gallamow                                            | Polina Kostiukowicz / Dmitrij Jalin               | Apollinarija Panfiłowa / Dmitrij Ryłow            | [ 64 ]                                     |
| 2019 | Turyn                                      | Apollinarija Panfiłowa / Dmitrij Ryłow                                             | Diana Muchamietzianowa / Ilja Mironow             | Ksienija Achantjewa / Walerij Kołesow             | [ 65 ]                                     |
| 2020 | Zawody odwołano z powodu pandemii COVID-19 | Zawody odwołano z powodu pandemii COVID-19                                         | Zawody odwołano z powodu pandemii COVID-19        | Zawody odwołano z powodu pandemii COVID-19        | Zawody odwołano z powodu pandemii COVID-19 |
| 2021 | Zawody odwołano z powodu pandemii COVID-19 | Zawody odwołano z powodu pandemii COVID-19                                         | Zawody odwołano z powodu pandemii COVID-19        | Zawody odwołano z powodu pandemii COVID-19        | Zawody odwołano z powodu pandemii COVID-19 |
| 2022 | Turyn                                      | Anastasija Gołubiewa / Hektor Giotopoulos Moore                                    | Sophia Baram / Daniel Tioumentsev                 | Cayla Smith / Andy Deng                           | [ 66 ]                                     |
| 2023 | Pekin                                      | Anastasija Mietiołkina / Łuka Bieruława                                            | Ava Kemp / Yohnatan Elizarov                      | Jazmine Desrochers / Kieran Thrasher              | [ 67 ]                                     |

### Pary taneczne
| Rok  | Miasto                                     | Złoto                                      | Srebro                                     | Brąz                                          | Źr.                                        |
| ---- | ------------------------------------------ | ------------------------------------------ | ------------------------------------------ | --------------------------------------------- | ------------------------------------------ |
| 1997 | Lozanna                                    | Federica Faiella / Luciano Milo            | Oksana Potdykowa / Dienis Pietuchow        | Flavia Ottaviani / Massimo Scali              |                                            |
| 1998 | Detroit                                    | Jamie Silverstein / Justin Pekarek         | Federica Faiella / Luciano Milo            | Natalja Romaniuta / Daniił Barancew           |                                            |
| 1999 | Gdańsk                                     | Natalja Romaniuta / Daniił Barancew        | Emilie Nussear / Brandon Forsyth           | Kristina Kobaładze / Ołeh Wojko               | [ 1 ]                                      |
| 2000 | Ayr                                        | Tanith Belbin / Benjamin Agosto            | Jelena Chalawina / Maksim Szabalin         | Miriam Steinel / Vladimir Tsvetkov            | [ 68 ]                                     |
| 2001 | Bled                                       | Jelena Chalawina / Maksim Szabalin         | Jelena Romanowska / Aleksandr Graczow      | Miriam Steinel / Vladimir Tsvetkov            | [ 69 ]                                     |
| 2002 | Haga                                       | Oksana Domnina / Maksim Szabalin           | Nóra Hoffmann / Attila Elek                | Jelena Romanowska / Aleksandr Graczow         | [ 70 ]                                     |
| 2003 | Malmö                                      | Nóra Hoffmann / Attila Elek                | Jelena Romanowska / Aleksandr Graczow      | Morgan Matthews / Maxim Zavozin               | [ 71 ]                                     |
| 2004 | Helsinki                                   | Morgan Matthews / Maxim Zavozin            | Tessa Virtue / Scott Moir                  | Anna Cappellini / Matteo Zanni                | [ 72 ]                                     |
| 2005 | Ostrawa                                    | Tessa Virtue / Scott Moir                  | Meryl Davis / Charlie White                | Anna Cappellini / Matteo Zanni                | [ 73 ]                                     |
| 2006 | Sofia                                      | Madison Hubbell / Keiffer Hubbell          | Emily Samuelson / Evan Bates               | Jekatierina Bobrowa / Dmitrij Sołowjow        | [ 74 ]                                     |
| 2007 | Gdańsk                                     | Marija Mońko / Ilja Tkaczenko              | Emily Samuelson / Evan Bates               | Kristina Gorszkowa / Witalij Butikow          | [ 75 ]                                     |
| 2008 | Goyang                                     | Madison Chock / Greg Zuerlein              | Madison Hubbell / Keiffer Hubbell          | Jekatierina Riazanowa / Jonathan Guerreiro    | [ 76 ]                                     |
| 2009 | Tokio                                      | Ksienija Mońko / Kiriłł Chalawin           | Jelena Iljinych / Nikita Kacałapow         | Maia Shibutani / Alex Shibutani               | [ 77 ]                                     |
| 2010 | Pekin                                      | Ksienija Mońko / Kiriłł Chalawin           | Wiktorija Sinicyna / Rusłan Żyganszyn      | Aleksandra Stiepanowa / Iwan Bukin            | [ 78 ]                                     |
| 2011 | Quebec                                     | Wiktorija Sinicyna / Rusłan Żyganszyn      | Anna Janowskaja / Siergiej Mozgow          | Aleksandra Stiepanowa / Iwan Bukin            | [ 79 ]                                     |
| 2012 | Soczi                                      | Aleksandra Stiepanowa / Iwan Bukin         | Gabriella Papadakis / Guillaume Cizeron    | Alexandra Aldridge / Daniel Eaton             | [ 80 ]                                     |
| 2013 | Fukuoka                                    | Anna Janowska / Siergiej Mozgow            | Kaitlin Hawayek / Jean-Luc Baker           | Lorraine McNamara / Quinn Carpenter           | [ 81 ]                                     |
| 2014 | Barcelona                                  | Anna Janowska / Siergiej Mozgow            | Ałła Łoboda / Pawieł Drozd                 | Bietina Popowa / Jurij Własienko              | [ 82 ]                                     |
| 2015 | Barcelona                                  | Lorraine McNamara / Quinn Carpenter        | Ałła Łoboda / Pawieł Drozd                 | Rachel Parsons / Michael Parsons              | [ 83 ]                                     |
| 2016 | Marsylia                                   | Rachel Parsons / Michael Parsons           | Ałła Łoboda / Pawieł Drozd                 | Lorraine McNamara / Quinn Carpenter           | [ 84 ]                                     |
| 2017 | Nagoja                                     | Anastasija Skopcowa / Kiriłł Aloszyn       | Christina Carreira / Anthony Ponomarenko   | Sofja Poliszczuk / Aleksandr Wachnow          | [ 85 ]                                     |
| 2018 | Vancouver                                  | Sofja Szewczenko / Igor Jeriomienko        | Arina Uszakowa / Maksim Niekrasow          | Jelizawieta Chudajbierdijewa / Nikita Nazarow | [ 86 ]                                     |
| 2019 | Turyn                                      | Marija Kazakowa / Gieorgij Riewija         | Avonley Nguyen / Wadym Kołesnyk            | Jelizawieta Szanajewa / Diewid Nariżnyj       | [ 87 ]                                     |
| 2020 | Zawody odwołano z powodu pandemii COVID-19 | Zawody odwołano z powodu pandemii COVID-19 | Zawody odwołano z powodu pandemii COVID-19 | Zawody odwołano z powodu pandemii COVID-19    | Zawody odwołano z powodu pandemii COVID-19 |
| 2021 | Zawody odwołano z powodu pandemii COVID-19 | Zawody odwołano z powodu pandemii COVID-19 | Zawody odwołano z powodu pandemii COVID-19 | Zawody odwołano z powodu pandemii COVID-19    | Zawody odwołano z powodu pandemii COVID-19 |
| 2022 | Turyn                                      | Nadiia Bashynska / Peter Beaumont          | Hannah Lim / Ye Quan                       | Kateřina Mrázková / Daniel Mrázek             | [ 88 ]                                     |
| 2023 | Pekin                                      | Leah Neset / Artiom Markiełow              | Elizabeth Tkachenko / Alexei Kiliakov      | Darya Grimm / Michail Savitskiy               | [ 89 ]                                     |